# Jacques Vauclair (photographe)
Pour les articles homonymes, voir Jacques Vauclair.
Jacques Vauclair, né à Paris 14e le 23 août 1926 et mort à Saint-Cyprien (Pyrénées-Orientales) le 14 février 1999, est un photographe portraitiste français qui après avoir été opérateur au Studio Harcourt de 1946 à 1956 a créé en 1956 le Studio Vauclair au 4 rue Caumartin, attenant à l'Olympia.
On lui doit, réalisés dans le cadre du studio Harcourt, les portraits de Vincent Auriol, Martine Carol, Jean Cocteau, Charles de Gaulle, Jean Marais, Rita Hayworth, etc. Dans le cadre du Studio Vauclair : Charles Aznavour, Gilbert Bécaud, Marlon Brando, Georges Brassens, Jacques Brel, Fernandel, Charles Trenet, etc. Il a réalisé pour la firme Mercury plusieurs pochettes de 45 tours pour Vic Laurens.
Il a ensuite été parolier.